# 塘边站
塘边站（廈門話：/tʰŋ̍˧˧ pĩ˥˥/）位于中华人民共和国福建省厦门市湖里区嘉禾路与园山南路交叉口地下，是厦门轨道交通1号线的地铁车站，为地下二层岛式车站，建筑面积12360平方米。2017年12月31日投入运营。

## 车站结构

### 楼层分布
| 地面层   | 出入口                               |                                      |                                      |
| 地下一层 | 站厅                                 | 商店、票务服务、客服中心、进出站闸机 | 商店、票务服务、客服中心、进出站闸机 |
| 地下二层 |                                      | 1 往岩内方向 （火炬园）              |                                      |
| 地下二层 | 岛式站台，列车运行方向左侧的车门开启 |                                      |                                      |
| 地下二层 | 1 往镇海路方向 （乌石浦）            |                                      |                                      |

## 出入口
1号入口位于路口西南角，2号入口位于路口东南角，3号入口位于路口西北角，4号入口位于路口东北角。